# 아메리칸 파이 5
《아메리칸 파이 5》(영어: American Pie Presents: The Naked Mile)는 2006년 개봉한 미국의 섹스 코미디 DVD 영화로, 아메리칸 파이 시리즈의 파생작이다. 본 시리즈와 관련이 전혀 없진 않지만 기존 작품들을 보지 않아도 내용 이해에는 문제가 없다.
속편 《아메리칸 파이: 기숙사 대소동》(2007)으로 이어진다.

## 출연진
- 존 화이트
- 스티브 탤리
- 제시 슈램
- 유진 레비
- 로스 토머스
- 제이크 시걸
- 크리스토퍼 맥도널드
- 조던 프렌티스
- 마리아 리코사
- 캔디스 크로슬랙
- 미카 윙클러
- 조던 매들리
- 멜러니 머코스키
- 존 코

## 기타 제작진
- 라인 제작: 바이런 A. 마틴
- 배역: 스테퍼니 고린, 모니카 미컬슨
- 미술: 고든 반스
- 세트: 마크 스틸
- 의상: 메리 파트리지레이너